# Elisabet Petersson
Elisabet Petersson (1873-1919) fue una zoóloga sueca y profesora de secundaria, recordada por su trabajo pionero en la recopilación de materiales de estaciones de investigación marina para el Museo de Historia Nacional de Gotemburgo. A partir de 1913 organizó varios viajes a la costa del Mar del Norte, incluidas las islas de Heligoland, Alemania, y Väderöarna, Suecia. También colaboró con la Estación Biológica Trondhjem en Noruega y la Estación de Investigación Marina Kristineberg en el fiordo Gullmarn de Suecia. Murió de tuberculosis en marzo de 1919, con sólo 46 años. Los numerosos equinodermos marinos que coleccionó se pueden ver en el Museo de Historia Natural de Gotemburgo, mientras que sus fotografías se conservan en los archivos del museo.

## Primeros años y educación
Nacida el 19 de noviembre de 1873 en Ljusdal, en el centro de Suecia, Elisabet Petersson era hija del agrimensor Carl Albert Petersson y su esposa Hedvig Frederique, de soltera Bamberg. Ella era la segunda hija de la familia. Cuando tenía cuatro años, su madre murió. Después de que su padre se volvió a casar, ella ayudó a criar a los cinco hijos de su nueva esposa. Cuando era niña, Petersson no pudo asistir a la escuela primaria local de Gävle, pero como alumna privada pudo obtener el certificado de finalización de estudios en 1897. Al matricularse, se matriculó como una de las primeras estudiantes en la Universidad de Uppsala. En 1902, con la química, la física y las matemáticas como materias principales, se graduó con una licenciatura. 

## Carrera
Al graduarse, Petersson trabajó como maestro de escuela en ciudades como Gävle y Katrineholm. Desde 1908 enseñó matemáticas, biología y química en una escuela pública mixta en Alingsås. Sus fotografías muestran que realizó excursiones con sus alumnos y que también plantó árboles con ellos. Desde 1913 participó activamente en el movimiento por el sufragio femenino sueco y se convirtió en miembro de la junta directiva de la Asociación Nacional para el Sufragio Femenino. Con el paso de los años, se interesó cada vez más por la zoología, que ella misma estudiaba. En 1912, comenzó a realizar viajes de recolección a estaciones de investigación marina, visitando la isla alemana de Helgoland en 1913. Donó los materiales que había recopilado al Museo de Historia Natural de Gotemburgo. En 1915, en nombre del museo, emprendió un viaje a la estación zoológica de Kristineberg en el fiordo de Gullmarn. Otros viajes incluyeron las islas de Väderöarna en la costa oeste de Suecia y la estación biológica de Trondheim en Noruega. En 1918 visitó nuevamente Kristineberg. Elisabeth Petersson murió en Gotemburgo el 8 de marzo de 1919, a consecuencia de la tuberculosis que había contraído a temprana edad. Las muestras de zoología marina que recogió forman una parte importante de los fondos del Museo de Historia Nacional de Gotemburgo. Sus fotografías se conservan en los archivos del museo.  